# Clinitrachus argentatus
La rabosa plateada o rebosa es la especie Clinitrachus argentatus, la única del género Clinitrachus, un pez marino de la familia de los clínidos.
Su nombre procede del griego: kline (inclinado, debido a los cuatro apófisis del esfenoides) + trachys (áspero) + argentatum (color plateado).

## Hábitat natural
Es una especie casi endémica del mar Mediterráneo, que además se encuentra en las aguas adyacentes del océano Atlántico oriental desde el sur de Portugal hasta el norte de Marruecos y en el mar de Mármara; está presente y es común en todo el Mediterráneo a excepción del mar Adriático occidental y algunas de las islas principales.
De hábitat demersal de mar subtropicales, que habita aguas costeras poco profundas en áreas de denso crecimiento de algas. Esta especie está amenazada por la contaminación, sin embargo no se observa disminuir demasiado sus poblaciones, por lo que es calificada como especie de "preocupación menor".

## Morfología
Con la forma característica de los clínidos, la longitud máxima descrita es de 10 cm.

## Comportamiento
Permanece escondido entre las algas densas, donde caza alimentándose de invertebrados bentónicos.